# بورازون

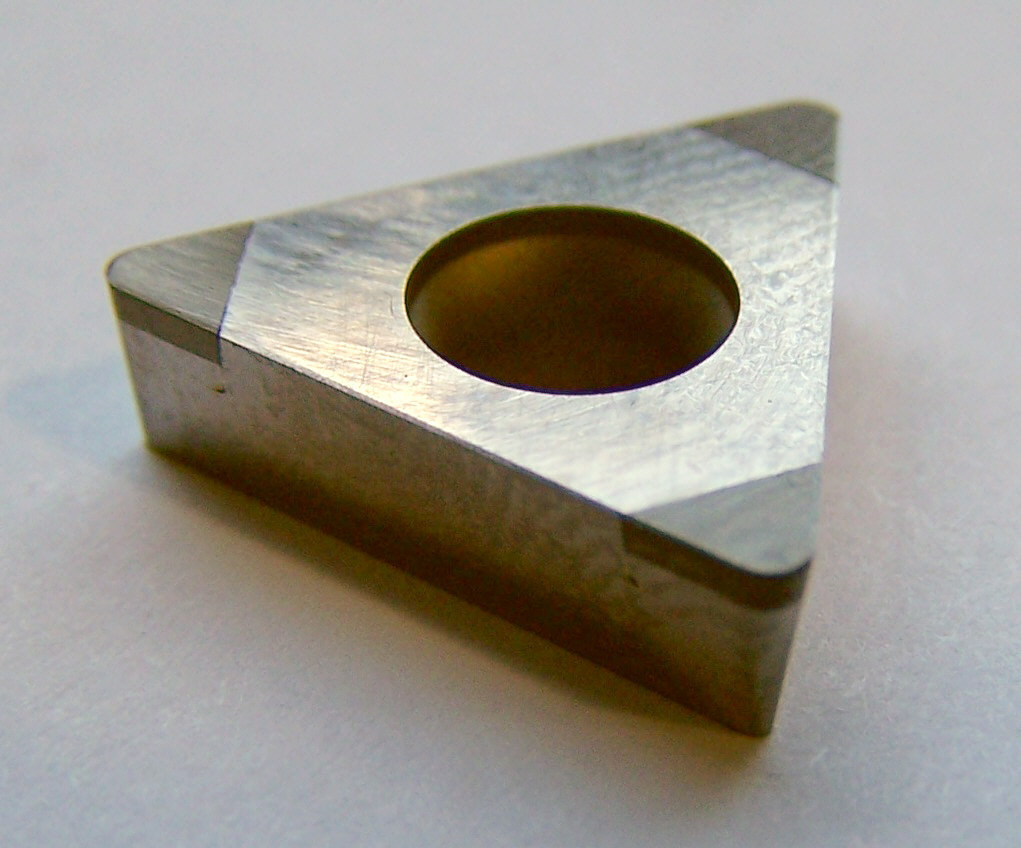

البورازون وهو الاسم التجاري لمتآصل لنتريد البورون، حيث تكون البنية البلورية على شكل مكعب. يرمز له اختصارا CBN.
بالإضافة إلى كل من الألماس ونتريد البورون، يعد البورازون أحد أقسى المواد المعروفة، وهو عبارة عن بلورة يحصل عليها من تسخين كميات متساوية من البورون والنيتروجين عند درجات حرارة أعلى من 1800°س، وعند ضغط مقداره 7 غيغاباسكال. يبلغ البورازون من القساوة بشكل بحيث أنه يستطيع حتى أن يخدش الألماس.
حضر البورازون لأول مرة عام 1957 من قبل روبرت وينتورف، والذي كان يعمل ككيميائي لدى شركة جنرال إلكتريك، وفي عام 1969 اعتمدت شركة جنرال إلكتريك اسم بورازون كاسم تجاري لتلك المادة.

## الاستخدامات
قبل إنتاج البورازون كان الألماس هو الخيار الأول بالنسبة لكشط وسحج السبائك الفائقة، لكنه لا يستخدم على سطوح الفولاذ لأن الكربون قابل للانحلال في الحديد عند درجات الحرارة المرتفعة. لذلك يستعمل أكسيد الألومنيوم كمادة ساحجة للأدوات الفولاذية.
بسبب الخواص الساحجة الممتازة للبورازون، أصبح يستخدم كبديل لأكسيد الألمنيوم في سحج الفولاذ. هناك أيضا العديد من التطبيقات الصناعية التي يستعمل فيها البورازون مثل تشكيل الأدوات، وذلك نظراً لقدرته أيضا على تحمل درجات حرارة مرتفعة أعلى من 2000°س، بشكل يفوق الألماس.
وكنتيجة لخواصه الميكانيكية عالية القساوة فهو يستعمل في قص السبائك المختلفة مثل سبائك الحديدو النيكل والكوبالت.

## وصلات خارجية
- اكتشاف مادة أقسى من الألماس نسخة محفوظة 9 أكتوبر 2009 على موقع واي باك مشين.
- البورون في تقنيات المواد
- البورازون